# Aglaopus pyrrhata
Aglaopus pyrrhata är en fjärilsart som beskrevs av Walker 1866. Aglaopus pyrrhata ingår i släktet Aglaopus och familjen Thyrididae. Inga underarter finns listade i Catalogue of Life.